# Површ
Површ је двопараметарски скуп тачака у простору, тј. скуп тачака простора чије су координате функције два параметра u и v. На пример, функције криволинијских координата тачке на површи. У овом се претпоставља да ове функције имају изводе до неког реда. Ако су u и v криволинијске координате на површи, онда се површ може одредити једначинама:
{\displaystyle x=x(u,v),\;y=y(u,v),\;z=z(u,v),}
које се називају параметарске једначине површи.
На пример сфера O(R) се може одредити параметарским једначинама:
{\displaystyle x=R\cos u\cos v,\quad y=R\cos u\sin v,\quad z=R\sin u,}
где је u ширина, v дужина тачке на сфери. Елиминисањем (искључењем) u и v из ових једначина добија се позната једначина сфере: 
{\displaystyle x^{2}+y^{2}+z^{2}=R^{2}.\,}
Једначина површи се може задати и у другим облицима, на пример, у облику:
{\displaystyle f(x,y,z)=0,\,} или {\displaystyle z=f(x,y).\,}